# Bridger-formatie

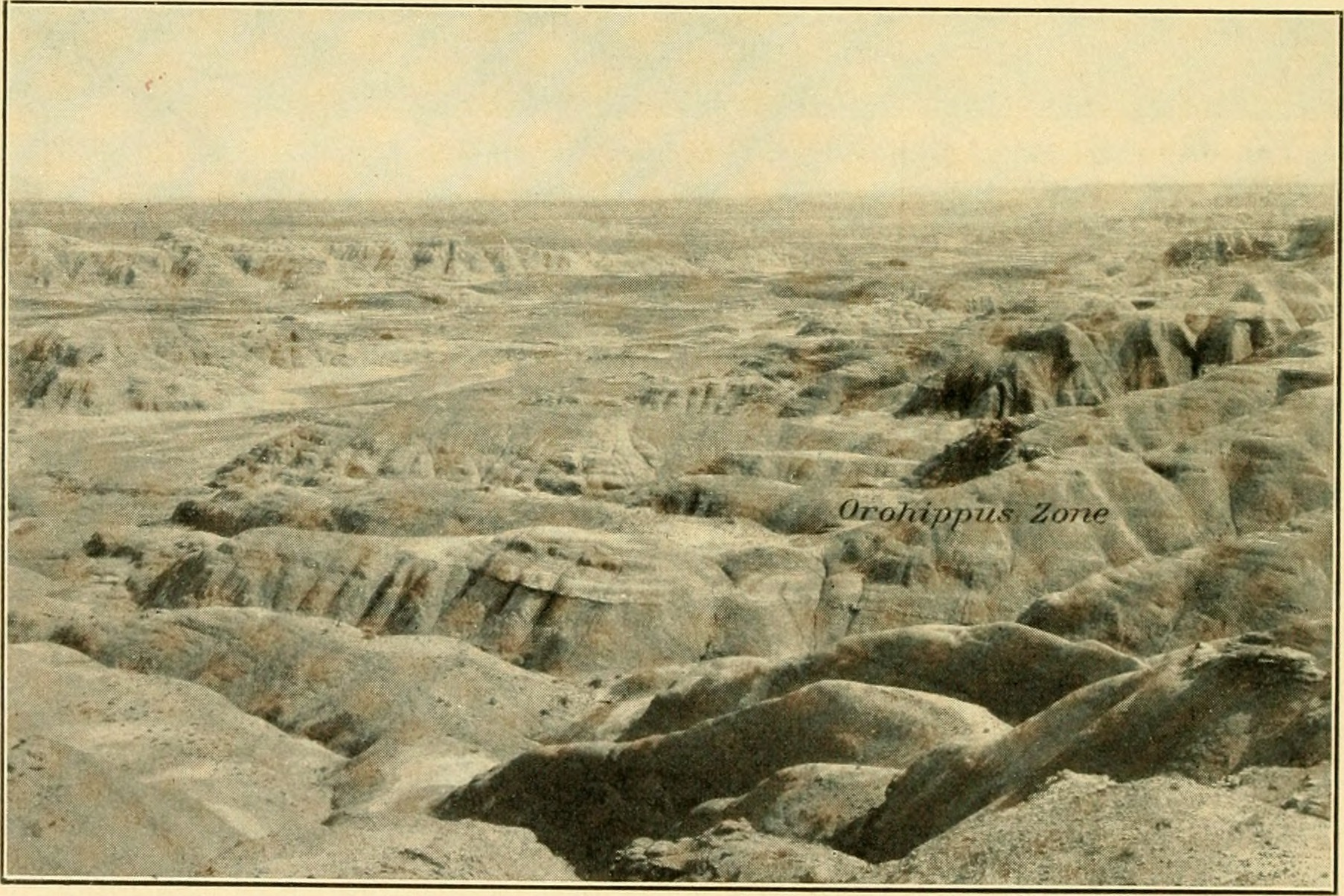
Grizzly Buttes

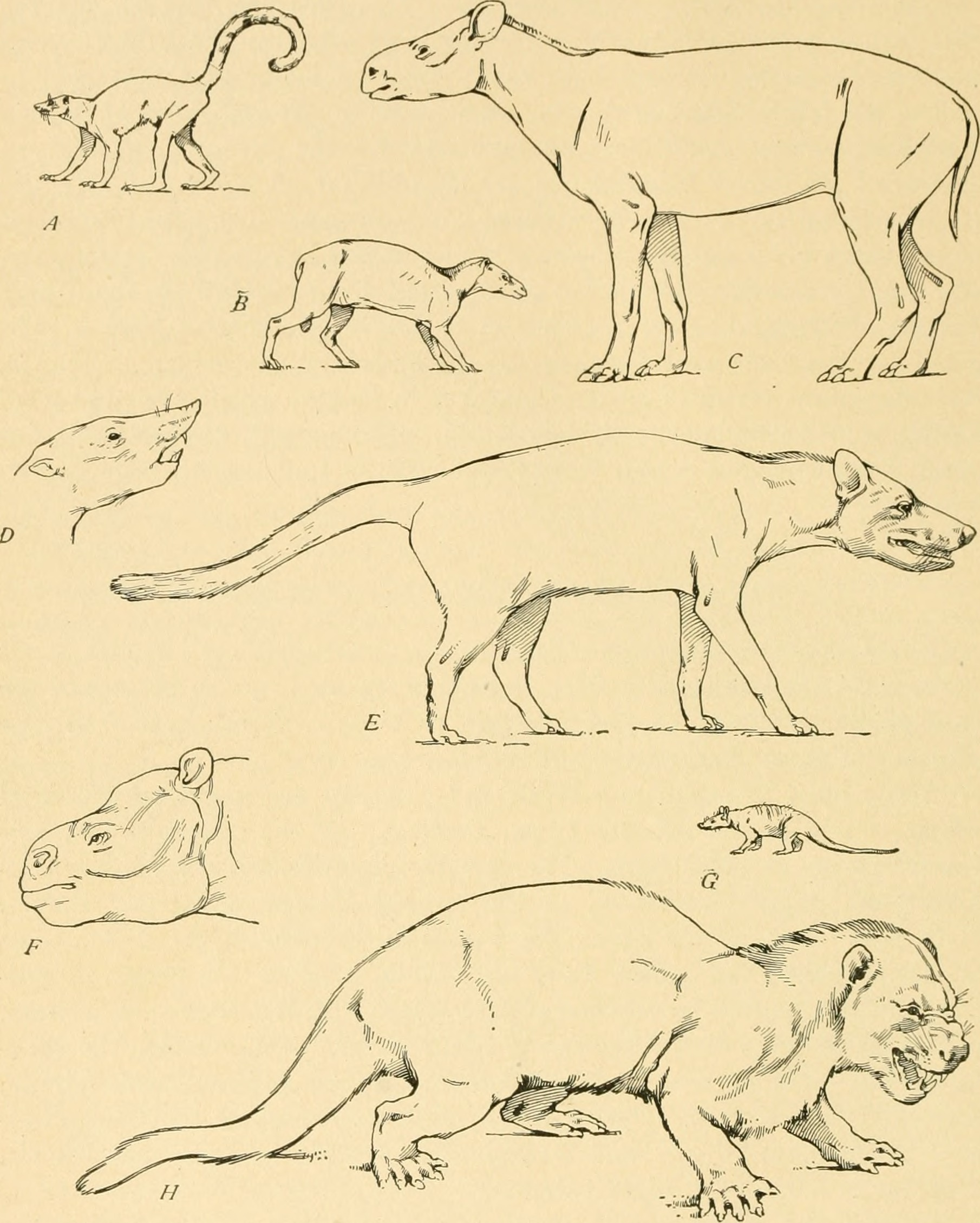
Fauna van de Bridger-formatie: A. Notharctus, B. Orohippus, C. Hyrachyus, D. Tillotherium, E. Dromocyon, F. Palwosyops, G. Metacheiromys en H. Patriofelis

De Bridger-formatie is een geologische formatie in de Amerikaanse staat Wyoming die afzettingen uit het Vroeg-Eoceen omvat. Het is de naamgevende locatie van het Bridgerian, een van de North American land mammal ages.

## Locatie
De Bridger-formatie ligt in het bekken van de Green River. Dit bekken ligt in het zuidwesten van Wyoming en aangrenzende delen van Utah en Colorado. In het Green River-bekken liggen ook de Wasatch-formatie en de Green River-formatie, die eveneens in het Vroeg-Eoceen zijn afgezet.

## Fauna
Veel informatie over de Noord-Amerikaanse leefgemeenschappen in het Bridgerian wordt geleverd door vondsten uit de Bridger-formatie. In deze formatie hebben de creodonten de mesonychiden vervangen als de dominante carnivoren, terwijl de echte carnivoren zoals Miacis klein bleven. De Bridger-formatie bestaat uit drie subzones met grootste diversiteit aan zowel creodonten als carnivoren als mesonychiden in de middelste subzone. Fossielen van met name kleine zoogdieren zijn bekend uit deze formatie, in het bijzonder knaagdieren en primaten zoals Notharctus, Smilodectes en Omomys. Gedurende het Bridgerian ondergingen de knaagdieren een sterke ontwikkeling, waardoor ze de multituberculaten grotendeels verdreven. Daarnaast leefden ook opossums als Peratherium en diverse soorten egelachtigen in deze periode in Wyoming. De condylarthen hadden vrijwel volledig plaatsgemaakt voor de onevenhoevigen en evenhoevigen. Vooral de onevenhoevigen waren divers met meerdere typen brontotheriën, paardachtigen als Orohippus, neushoornachtigen als Hyrachyus en tapirachtigen als Dilophodon en Heptodon. De verschillende typen onevenhoevigen waren in grote lijnen nog sterk gelijkende dieren. Grotere evenhoevigen waren verschenen, zoals de zwijnachtige vormen met het formaat van een zwarte beer zoals Achaenodon. Het grootste zoogdier in de Bridger-formatie was de primitieve herbivoor Uintatherium met het formaat van een neushoorn. Binnen de primaten waren de plesiadapiformen vrijwel uitgestorven en was de diversiteit aan halfapen uit de Notharctidae sterk afgenomen, maar waren de spookdierachtigen uit de Omomyidae diverser.
Verschillende geslachten van zoogdieren uit de Bridger Formation zijn ook bekend uit de Arshanto-formatie in Binnen-Mongolië, wat wijst op een verbinding tussen Noord-Amerika en Azië via de landbrug van Beringia in deze periode van het Eoceen.